# Hydropsyche tabacarui
Hydropsyche tabacarui är en nattsländeart som beskrevs av Lazar Botosaneanu 1960. Hydropsyche tabacarui ingår i släktet Hydropsyche och familjen ryssjenattsländor. Inga underarter finns listade i Catalogue of Life.

## Bildgalleri

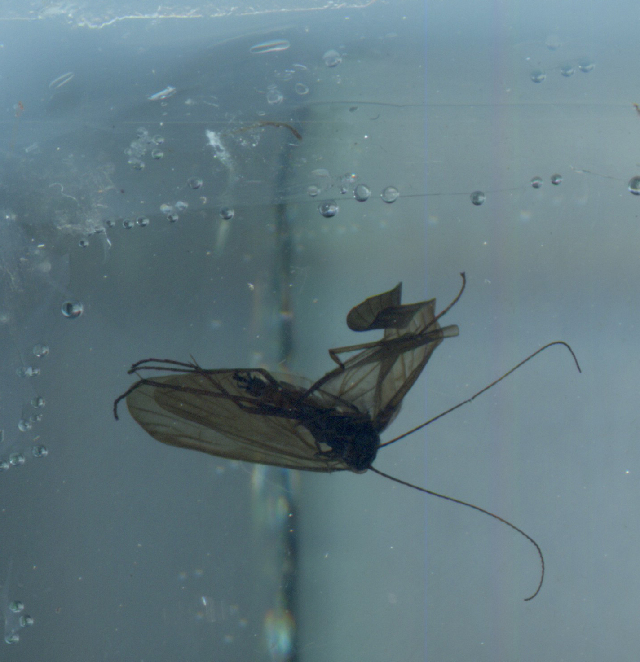